# Kursk

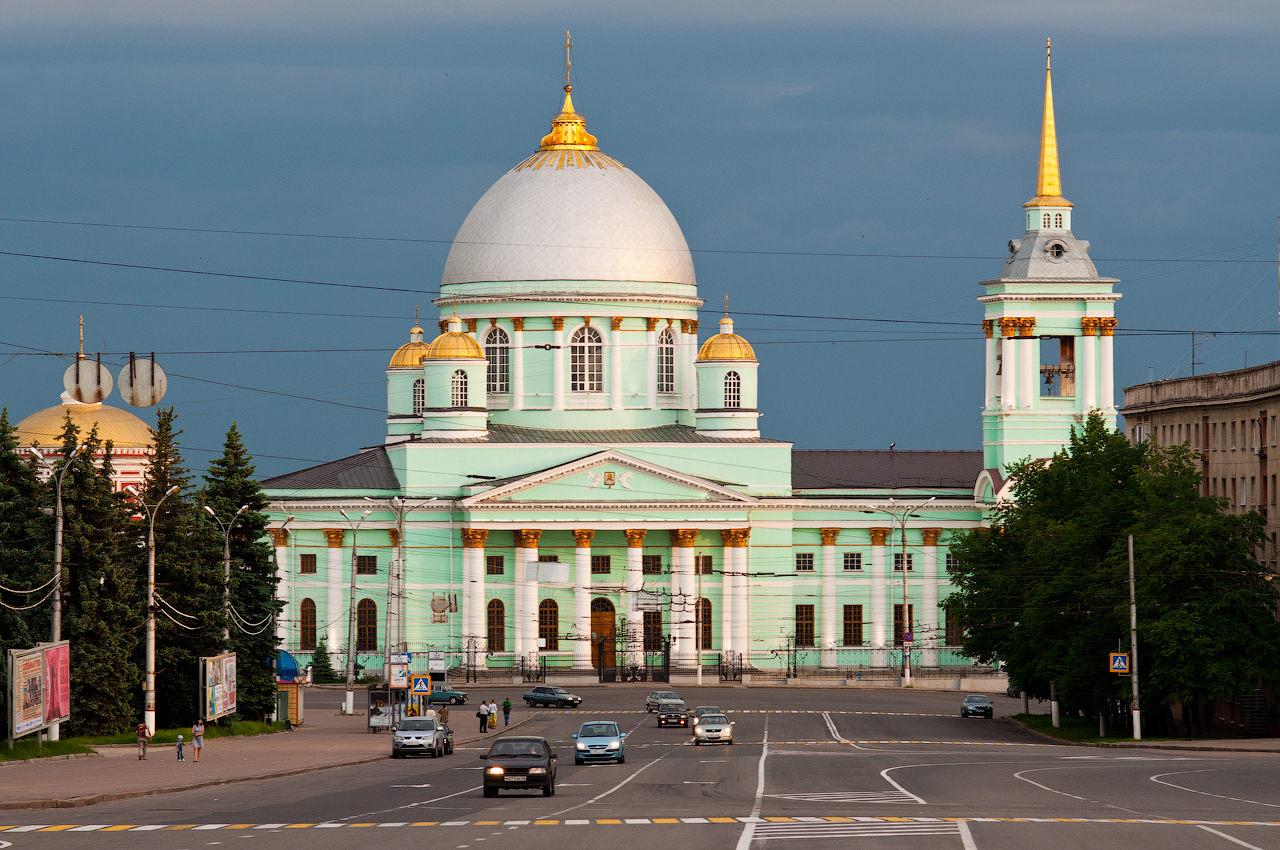
Die Snamenski-Kathedrale in Kursk

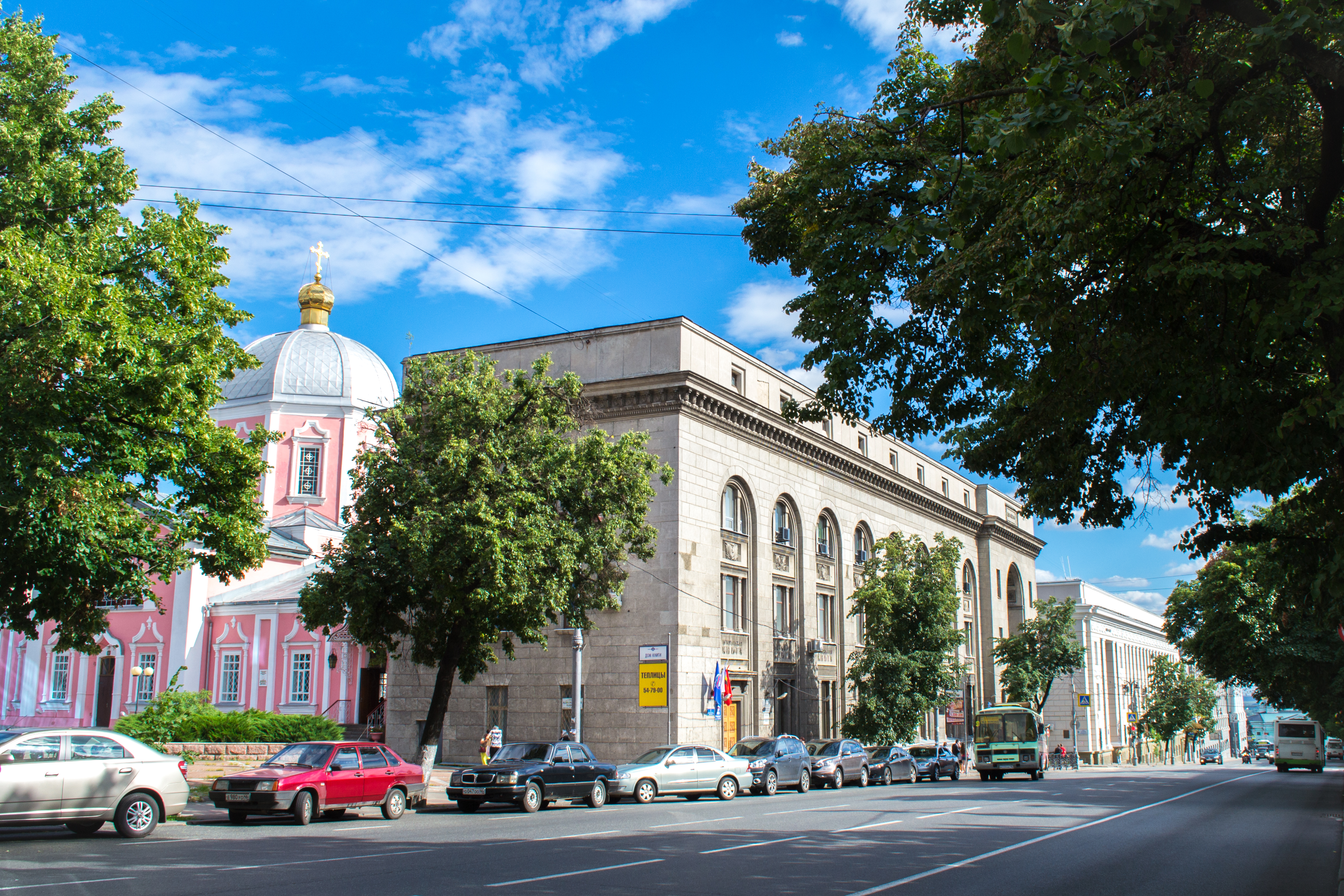
Die Leninstraße im Zentrum von Kursk

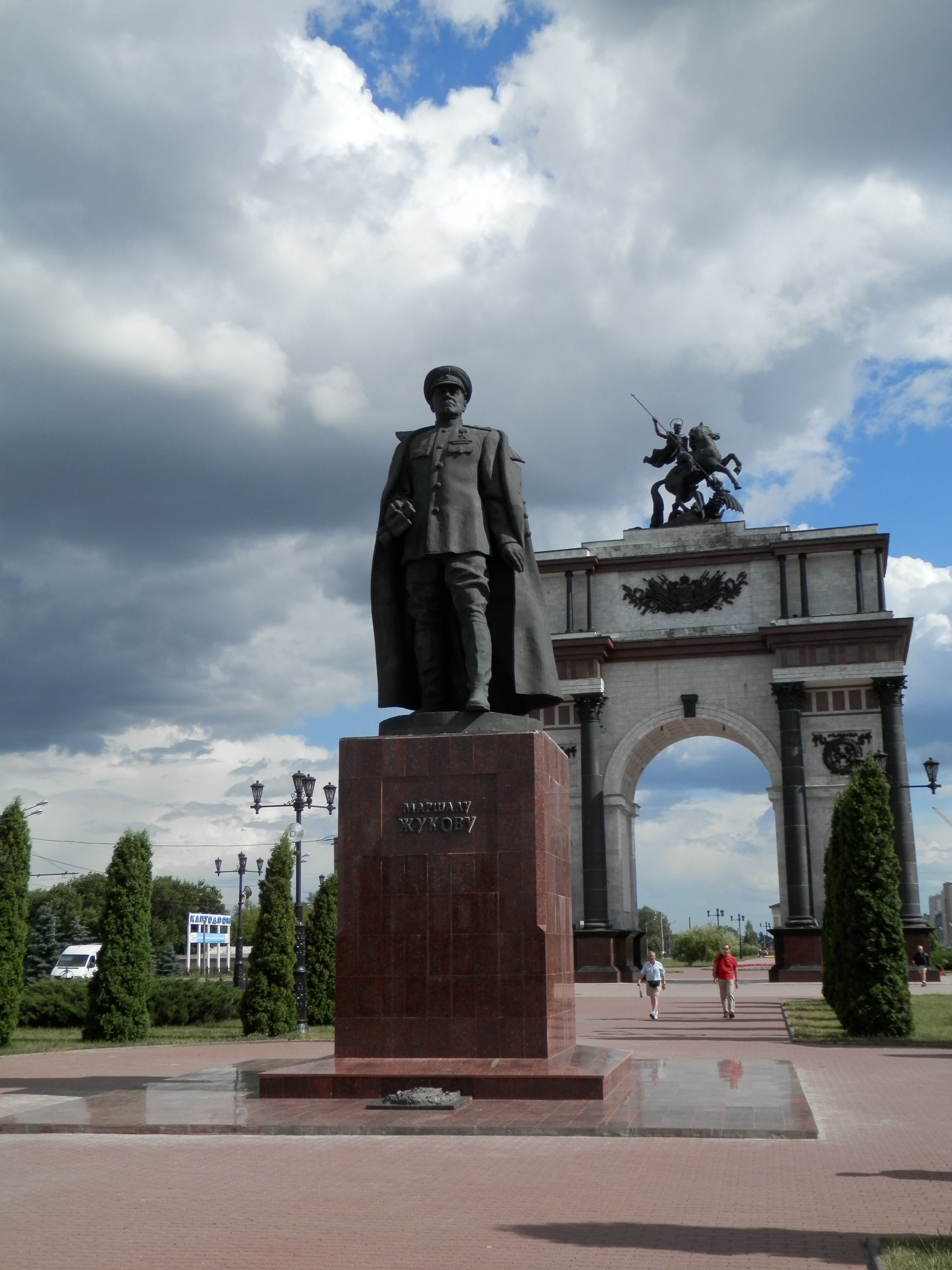
Schukow-Denkmal

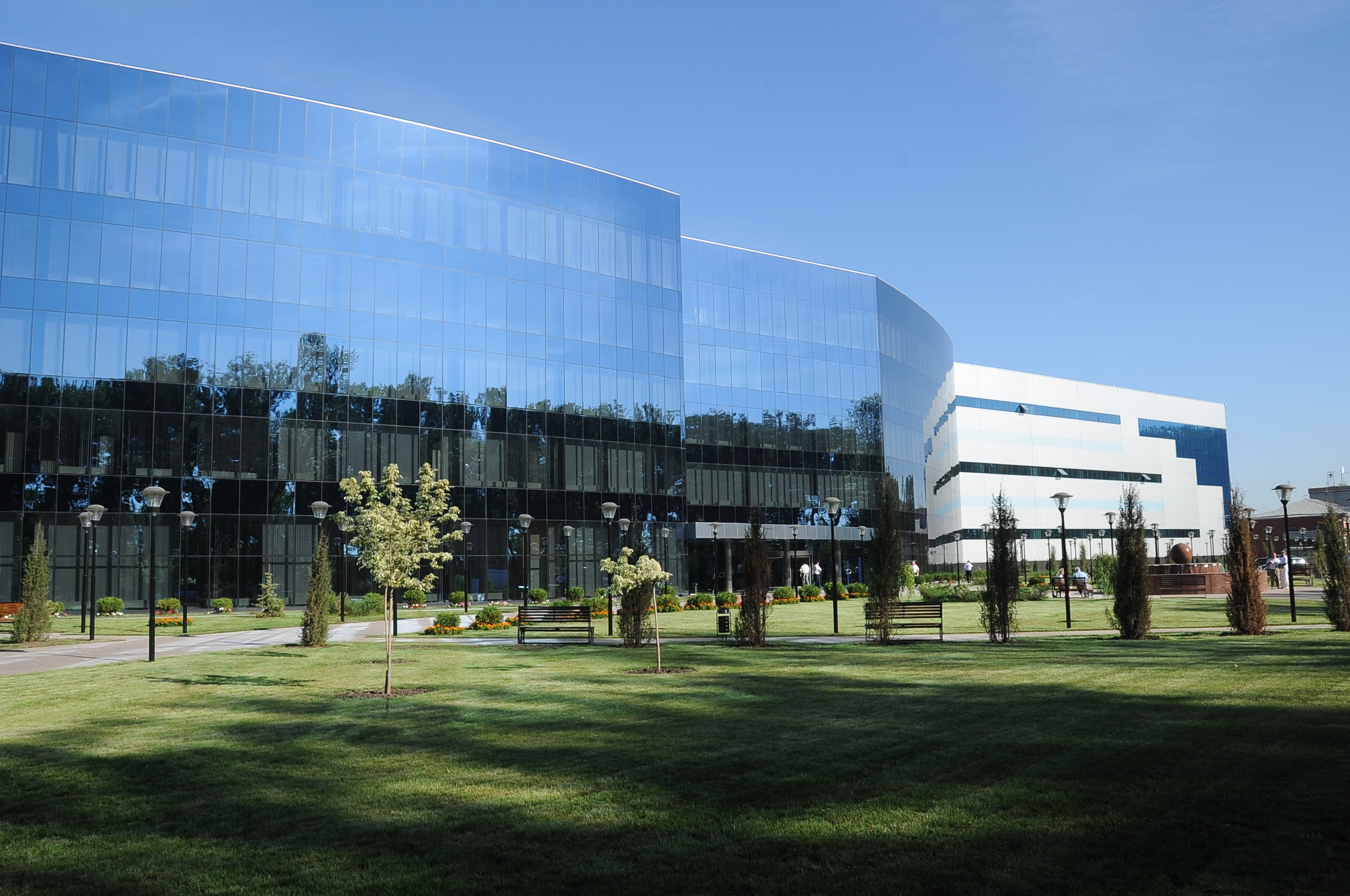
Kursker Süßwarenfabrik

Kursk (russisch Курск) ist eine Stadt im europäischen Teil Russlands.

## Geografie
Kursk ist Hauptstadt der Oblast Kursk und liegt rund 500 km südlich von Moskau nahe der Grenze zur Ukraine. Die Stadt, die vom Seim durchflossen wird, hat 415.159 Einwohner (Stand 14. Oktober 2010).
Westlich der Stadt befindet sich ein Meteoritenkrater mit 5,5 Kilometern Durchmesser, siehe Krater Kursk.

### Stadtgliederung
| Stadtkreis (Administratiwny okrug) | Russischer Name | Einwohner (14. Oktober 2010) | Bemerkung                                                           |
| ---------------------------------- | --------------- | ---------------------------- | ------------------------------------------------------------------- |
| Schelesnodoroschny                 | Железнодорожный | 067.394                      | Name von Schelesnaja doroga (Eisenbahn), bis 1994 Kirowski rajon    |
| Seimski                            | Сеймский        | 147.419                      | Name vom Fluss Seim, bis 1994 Promyschlenny rajon (Industrie-Rajon) |
| Zentralny                          | Центральный     | 200.346                      | Name bedeutet Zentralrajon, bis 1994 Leninski rajon                 |

### Klima
|                       | Jan   | Feb   | Mär  | Apr  | Mai  | Jun  | Jul  | Aug  | Sep  | Okt | Nov  | Dez  |   |     |
| Mittl. Tagesmax. (°C) | −5,7  | −4,5  | 0,8  | 11,6 | 19,4 | 22,5 | 23,7 | 23,1 | 17,3 | 9,7 | 2,0  | −2,6 | ⌀ | 9,8 |
| Mittl. Tagesmin. (°C) | −11,8 | −10,9 | −5,4 | 2,8  | 9,1  | 12,4 | 13,9 | 12,9 | 8,2  | 2,6 | −2,8 | −7,7 | ⌀ | 2   |
|                       |       |       |      |      |      |      |      |      |      |     |      |      |   |     |
| Niederschlag (mm)     | 42    | 33    | 37   | 42   | 52   | 72   | 76   | 55   | 51   | 43  | 52   | 55   | Σ | 610 |
|                       |       |       |      |      |      |      |      |      |      |     |      |      |   |     |
| Regentage (d)         | 10    | 8     | 9    | 8    | 8    | 10   | 9    | 7    | 8    | 7   | 10   | 11   | Σ | 105 |

| −11,8 |

| −10,9 |

| −5,4 |

| 2,8 |

| 9,1 |

| 12,4 |

| 13,9 |

| 12,9 |

| 8,2 |

| 2,6 |

| −2,8 |

| −7,7 |

| −11,8 |

| −10,9 |

| −5,4 |

| 2,8 |

| 9,1 |

| 12,4 |

| 13,9 |

| 12,9 |

| 8,2 |

| 2,6 |

| −2,8 |

| −7,7 |

## Geschichte

### Zugehörigkeit
Kursk wurde etwa 980 als Festung der Kiewer Rus gegründet und 1032 das erste Mal urkundlich erwähnt, Ausgrabungen deuten jedoch auf eine Besiedlung zumindest seit dem 5. Jahrhundert vor Christus hin. Die Stadt war ein befestigtes Handelszentrum.
1237 wurde sie von den Truppen der Goldenen Horde unter der Führung von Batu Khan völlig zerstört. Danach war die Stadt von mehreren kleinen russischen Fürstentümern umkämpft. 1285 wurde sie erneut von den Mongolen unter Nogai Khan verwüstet und niedergebrannt. 1362 wurde Kursk vom Großfürstentum Litauen erobert, 1500 folgte die Eroberung durch das Großfürstentum Moskau. Mitte des 16. Jahrhunderts haben krimtatarische Überfälle zur Verwüstung der Stadt geführt. 1586 wurde Kursk als Festung neugegründet und war bis zum 17. Jahrhundert den Angriffen Polen-Litauens (1611/12; 1634) und des Khanates der Krim ausgesetzt, konnte sie jedoch immer wieder abwehren. Die militärische Bedeutung der Stadt sank nach der Errichtung der Belgoroder Linie südlich von ihr.
1708 wurde Kursk dem Gouvernement Kiew zugeschlagen. 1727 fand ihre Aufnahme in das neugebildete Gouvernement Belgorod statt. 1779 erhielt sie Stadtrechte. 1797 wurde das neue Gouvernement Kursk geschaffen. In den 1860er-Jahren wurde die Stadt zu einem Knotenpunkt im neu errichteten Eisenbahnnetz, was einen Industrialisierungsschub zur Folge hatte. Nach der Auflösung des Gouvernements Kursk 1928 gehörte die Stadt zunächst zur Oblast Zentrale Schwarzerde. 1934 wurde die bis heute bestehende Oblast Kursk gebildet.

### Zweiter Weltkrieg
Im Zweiten Weltkrieg war Kursk vom 4. November 1941 bis zum 8. Februar 1943 von der deutschen Wehrmacht besetzt. Während der Besatzung wurden ca. 3.000 Einwohner erschossen und etwa 10.000 als Zwangsarbeiter ins Deutsche Reich verschleppt. Bekannt ist die Schlacht bei Kursk (auch Schlacht am Kursker Bogen) von Juli und August 1943 als größte Panzerschlacht in der Geschichte der Kriegsführung.
18 km östlich von Kursk liegt die deutsche Kriegsgräberstätte Kursk-Bessedino (auch Besedino,51° 42′ N, 36° 31′ O) mit etwa 26.070 Kriegstoten (2009), die am 17. Oktober 2009 eingeweiht wurde. Nach Ende der Umbettungen sollen rund 40.000 Kriegsopfer hier bestattet sein.
In Kursk bestand das Kriegsgefangenenlager 145 für deutsche Kriegsgefangene des Zweiten Weltkriegs.

### Wiederaufbau
Nach dem Krieg wurde die Stadt wieder aufgebaut und es wurden neue Industriebetriebe angesiedelt.

### Bevölkerungsentwicklung
| Jahr | Einwohner |
| ---- | --------- |
| 1897 | 075.721   |
| 1926 | 098.780   |
| 1939 | 119.977   |
| 1959 | 204.712   |
| 1970 | 284.162   |
| 1979 | 375.345   |
| 1989 | 424.239   |
| 2002 | 412.442   |
| 2010 | 415.159   |
| 2021 | 440.052   |

Anmerkung: Volkszählungsdaten

## Wirtschaft und Infrastruktur
Heute ist Kursk eine bedeutende Verwaltungs- und Industriestadt. Die Eisenverarbeitung, die chemische und die Lebensmittelindustrie sind die wichtigsten Wirtschaftszweige. Daneben ist auch die Landwirtschaft von Bedeutung, da Kursk in der fruchtbaren Schwarzerdregion liegt.
Von besonderer Bekanntheit ist die Kursker Magnetanomalie (KMA), das weltgrößte bekannte Eisenerzbecken mit durchschnittlichem Eisengehalt zwischen 35 und 60 %.
In der Oblast Kursk liegt in der Nähe der Stadt Kurtschatow das Kernkraftwerk Kursk. Dort werden vier graphitmoderierte Reaktoren des Typs RBMK-1000 betrieben, der auch im Kernkraftwerk Tschernobyl im Einsatz war. Die Reaktoren gingen zwischen 1977 und 1986 in Betrieb.
Weiterführende Bildungseinrichtungen
- Fakultät der Staatlichen Handelsuniversität Moskau
- Filiale des Allrussischen Ferninstituts für Finanzen und Ökonomie
- Geisteswissenschaftlich-technisches Institut
- Abteilung Kursk der Regionalakademie für Staatsdienst Orel
- Filiale Kursk des Juristischen Instituts Orlow des Innenministeriums Russlands
- Institut für Business, Ökonomie und Management Kursk
- Natur-/Geisteswissenschaftliches Institut Kursk
- Staatliche Landwirtschaftliche Akademie Kursk
- Staatliche Medizinuniversität Kursk
- Staatliche Technische Universität Kursk
- Staatliche Universität Kursk

## Verkehr
Kursk ist mit der russischen Hauptstadt Moskau über die Fernstraße M2 Krym verbunden. Gleichzeitig ist die Stadt Ausgangspunkt der Abzweigung R298, die in östlicher Richtung über Woronesch nach Borissoglebsk führt.
Im Zuge des Russischen Überfalls auf die Ukraine war der Bahnhof von Kursk am 20. August 2023 Ziel eines ukrainischen Drohnenangriffs, wobei das Empfangsgebäude beschädigt wurde, dessen Dachstuhl in Brand geriet.

## Sport
Im Fußball ist die Stadt durch den Verein Awangard Kursk vertreten. Die Stadt war einer der Austragungsorte der Bandy-Weltmeisterschaften 1965. In Kursk ist das Damen-Basketballteam Dynamo Kursk beheimatet.

## Söhne und Töchter der Stadt
- Seraphim von Sarow (1759–1833), Mönch und Mystiker; Heiliger
- Jekaterina Awdejewa (1788–1865), Schriftstellerin
- Konstantin Trutowski (1826–1893), Maler, Zeichner und Illustrator
- Reinhold von Anrep-Elmpt (1834–1888), deutsch-baltischer Offizier in kaiserlich russischen Diensten und Forschungsreisender
- Nikolai Korotkow (1874–1920), Arzt und Chirurg
- Boris Babkin (1877–1950), Physiologe
- Apollinari Bondarzew (1877–1968), Botaniker
- Anastassija Tschebotarewskaja (1877–1921), Schriftstellerin und Übersetzerin
- Nikolai Schiljajew (1881–1938), Komponist und Musikpädagoge
- Nikolai Fjodorowski (1886–1956), Mineraloge
- Nikolaj Obuchow (1892–1954), Komponist
- Alexander Serebrowski (1892–1948), Genetiker
- Rafail Farbman (1893–1966), Kommunist und Parteifunktionär
- Boris Petropawlowski (1898–1933), Raketeningenieur
- Alexander Deineka (1899–1969), Maler, Grafiker und Plastiker
- Georgi Orlow (1901–1985), Architekt und Hochschullehrer
- Wassili Tupikow (1901–1941), Generalleutnant
- Filaret Wosnessenski (1903–1985), russisch-orthodoxer Geistlicher, Metropolit von Amerika
- Andrei Borowych (1921–1989), Jagdflieger
- Alexander Ruzkoi (* 1947), Offizier, Politiker, von 1996 bis 2000 Gouverneur der Oblast Kursk
- Waleri Tschaplygin (* 1952), Radrennfahrer und Olympiasieger 1976
- Ljuba Arnautović (* 1954), österreichische Übersetzerin, Journalistin, Autorin und Schriftstellerin
- Pavel Pevzner (* 1956), russisch-US-amerikanischer Bioinformatiker
- Igor Skljar (* 1957), Theater- und Filmschauspieler
- Oleh Babajew (1965–2014), ukrainischer Politiker
- Igor Tschubarow (* 1965), Philosoph, Kulturkritiker und Übersetzer
- Sergei Puskepalis (1966–2022), Schauspieler
- Pawlo Klimkin (* 1967), ukrainischer Diplomat und Politiker, Außenminister der Ukraine von 2014 bis 2019
- Irina Samochina (* 1971), Verlegerin
- Juri Stjopkin (* 1971), Judoka
- Alexei Djumin (* 1972), Politiker
- Roman Starowoit (1972–2025), Politiker
- Alexander Powetkin (* 1979), Schwergewichtsboxer
- Sergei Demjochin (* 1984), Tennisspieler und -trainer
- Julija Jefremowa (* 1985), Tennisspielerin
- Dmitri Badin (* 1990), Hacker
- Arseni Logaschow (* 1991), Fußballspieler
- Die Tolmatschowa-Schwestern (* 1997), Sängerinnen, Erste beim Junior Eurovision Song Contest 2006, Teilnehmer beim Eurovision Song Contest 2014
- Konstantin Kowaljow (* 2000), Fußballspieler
- Kirill Schtschetinin (* 2002), Fußballspieler

## Städtepartnerschaften
Kursk listet folgende 24 Partnerstädte auf:
| Stadt                     | Land                                       | seit |
| ------------------------- | ------------------------------------------ | ---- |
| Bar                       | Montenegro                                 | 2008 |
| Belgorod                  | Russland                                   | 2019 |
| Chichester                | South East England, Vereinigtes Königreich | 2006 |
| Dębno                     | Westpommern, Polen                         | 2001 |
| Donezk                    | Ukraine                                    | 2008 |
| Drochia                   | Moldau                                     | 2017 |
| Feodossija                | Autonome Republik Krim, Ukraine            | 2002 |
| Gagarin Rajon, Sewastopol | Autonome Republik Krim, Ukraine            | 2001 |
| Gjumri                    | Schirak, Armenien                          | 2016 |
| Homel                     | Wizebsk, Belarus                           | 2004 |
| Jewpatorija               | Autonome Republik Krim, Ukraine            | 2015 |
| Nawapolazk                | Wizebsk, Belarus                           | 2014 |
| Niš                       | Serbien                                    | 2006 |
| Pizunda                   | Abchasien, Georgien                        | 2008 |
| Polazk                    | Wizebsk, Belarus                           | 2014 |
| Sewerodwinsk              | Archangelsk, Russland                      | 2001 |
| Sochumi                   | Abchasien, Georgien                        | 2009 |
| Speyer                    | Rheinland-Pfalz, Deutschland               | 1989 |
| Tczew                     | Pommern, Polen                             | 2007 |
| Tiraspol                  | Transnistrien, Republik Moldau             | 2003 |
| Užice                     | Zlatibor, Serbien                          | 1967 |
| Veria                     | Zentralmakedonien, Griechenland            | 2016 |
| Widjajewo                 | Murmansk, Russland                         | 2001 |
| Witten                    | Nordrhein-Westfalen, Deutschland           | 1990 |

Von 1998 bis 2014 existierte auch ein Abkommen mit  Sumy in der  Ukraine.